# Lophiobagrus asperispinis
Lophiobagrus asperispinis és una espècie de peix de la família dels claroteids i de l'ordre dels siluriformes.

## Morfologia
- Els mascles poden assolir 3,4 cm de longitud total.[5][6]

## Hàbitat
És un peix d'aigua dolça i de clima tropical que viu entre 9-20 m de fondària.

## Distribució geogràfica
Es troba a Àfrica: llac Tanganyika.

## Ús comercial
No en té cap.